# Rudolf Maria Breithaupt

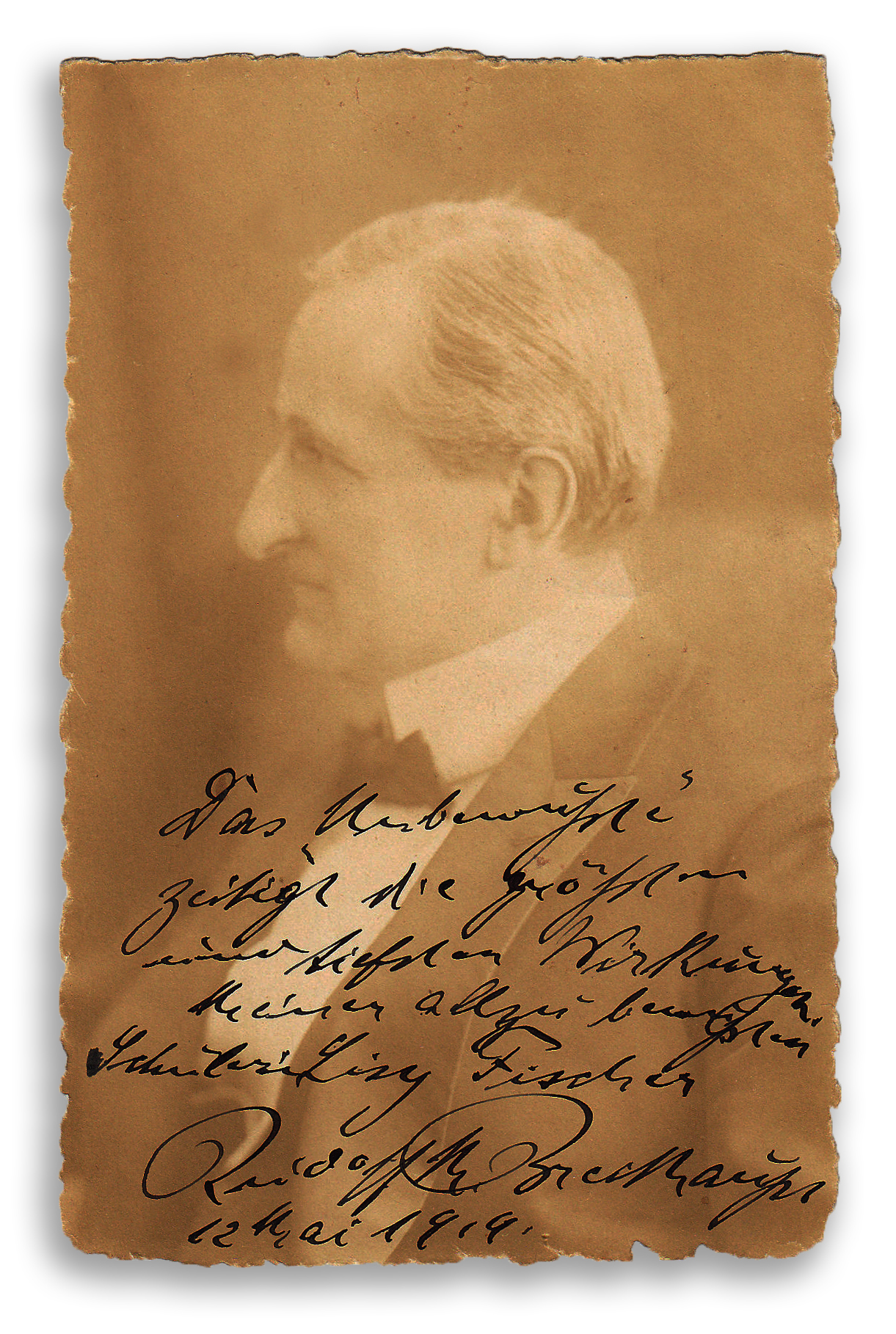
Rudolf Breithaupt (1919)

Rudolf Maria Breithaupt (Braunschweig, 11 augustus 1873 – Ballenstedt, 2 april 1945) was een Duitse pianist en pianopedagoog. Hij was onder andere werkzaam van 1919 tot 1929 aan het Stern’sches Konservatorium van Berlijn.

## Pianomethodes
Rudolf Breithaupt schreef een belangrijke en omvangrijke pianomethode in 3 delen:
- Die natürliche Klaviertechnik (der Meisterin Teresa Carreño) (De natuurlijke pianothechniek van meesterpianiste Teresa Carreño), Kahnt, Leipzig, in 1905
- Die Grundlagen der Klaviertechnik (De basisprincipes van de pianotechniek) in 1909
- Praktische Studien (Praktische oefeningen) in 1921

In het eerste deel van zijn methode, dat in drie drukken verscheen, is een opvallende evolutie naar een meer bewuste en natuurkundig onderbouwde visie op het pianospel zichtbaar.
Voorts schreef hij:
- Die Grundlage des Gewichtsspiels (De principes van het gewichtsspel), Kahnt, Leipzig, in 1907
- Musische Zeit- und Streitfragen (Muzikale tijds- en strijdproblemen), een manifest waarin hij de 'moderne' speelwijze van de pianisten en de interpretatieve vragen van zijn tijd tracht te belichten.
- Frederic Chopin, een uitgebreid artikel uit: Die Musik, Nr. 1, 1908/09, blz. 3-14

De methodes en geschriften van Breithaupt waren voor die tijd baanbrekend, vanwege de introductie van het begrip gewichtsspel, waarmee de rol van het gewicht van de onderarm en het doorgeven van dat gewicht via de vingers aan de toetsen van de piano een theoretische onderbouwing kreeg. Ook besteedde Breithaupt veel aandacht aan het lichamelijke bewegingsapparaat en de diverse functies van de gewrichten daarin.

## Navolging
Bekende leerlingen van Breithaupt waren:
- Kees Boeke, componist
- Kees van Baaren, pianist
- Ernst Fischer, componist
- Arnold Walter, pianist
- Josef Zmigrod, alias Allan Gray, pianist

- Gemeinsame Normdatei: 116481552
- International Standard Name Identifier: 0000 0001 1746 132X
- Library of Congress Control Number: no93010425
- MusicBrainz: 9380142a-adbd-4619-a9ba-0b249687aa44
- Nationale Bibliotheek van Tsjechië: mub2011628693
- Nationale Bibliotheek van Israël: 987007281810405171
- Nederlandse Thesaurus van Auteursnamen: 074064355
- Virtual International Authority File: 229149066343365600192